# Amata hyalipennis
Amata hyalipennis là một loài bướm đêm thuộc phân họ Arctiinae, họ Erebidae.